# La casa di carta
La casa di carta (La casa de papel) è una serie televisiva spagnola ideata da Álex Pina, trasmessa inizialmente dall'emittente Antena 3 e in seguito distribuita su Netflix.

## Trama

### Stagione 1
Un uomo dalla mente geniale, che si fa chiamare "Il professore", recluta otto individui che per motivi di estrazione sociale non hanno niente da perdere. Gli otto ladri sono reclutati dal Professore per diventare suoi complici nell'ambizioso piano che consiste nel rapinare la Zecca di Stato spagnola. I rapinatori sono tenuti a scegliere un nome di città con cui farsi chiamare, come ad esempio Tokyo e Berlino, per non rendere note le proprie identità. Il progetto è quello di irrompere nella Zecca di Spagna, prendere in ostaggio le persone che vi sono all’interno e, con l'aiuto di esse, stampare una somma ingente di denaro, per poi fuggire dalla Zecca e vivere una vita da miliardari. Il professore vieta qualsiasi tipo di relazioni personali tra i rapinatori e spargimenti di sangue durante la rapina, al fine di portare a termine un'azione pulita e pacifica. Dopo cinque mesi trascorsi nella villa di Toledo per pianificare la rapina, gli otto ladri si barricano nella Zecca di Stato, agendo durante tutto il colpo vestiti di rosso e con una maschera raffigurante il volto del pittore spagnolo Salvador Dalì, mentre il professore osserva la rapina dall'esterno in un hangar, per controllare che tutto vada liscio, manipolando la polizia al fine di negoziare. Il piano del professore è pianificato in modo perfetto, ma durante il colpo sorgono divergenze tra i rapinatori; inoltre Tokyo e Rio sono fidanzati e la loro relazione, inizialmente ignota a tutti durante i 5 mesi passati a Toledo, viene a galla durante il colpo, creando non pochi problemi alla riuscita del piano. Arturo Roman, il direttore generale della Zecca, preso anche lui in ostaggio, cercherà di pianificare numerose fughe, e in una di queste viene coinvolta la sua segretaria e amante Monica che viene condannata da Berlino, il quale ordina a Denver di ucciderla. Per non ucciderla, le spara a una coscia e la medica nella camera blindata dell'edificio, facendo credere ai tutti che sia morta. In seguito si scopre che ella è viva e intanto tra Denver e Monica sboccia l'amore. Intanto il Professore, mantenendo segreta la propria identità con una voce metallica, negozia con la polizia; l'ispettore Raquel Murillo è incaricata di risolvere il caso. Il professore si innamora di quest’ultima quando la incontra in un bar facendosi chiamare con un nome di copertura: Salvador Martìn. Anche Raquel contraccambia l'amore, non sapendo che l'uomo che aveva davanti fosse in realtà il Professore. Uno degli ostaggi alla Zecca è indispensabile per negoziare con la polizia, essa è Alison Parker, figlia di un ambasciatore britannico. I rapinatori cominciano a stampare soldi con l'aiuto degli ostaggi. Il vice-ispettore Angel Rubio scopre con delle indagini l'identità del professore, e in macchina, ubriaco, cerca di mandare dei vocali a Raquel per dirle che l'uomo di cui si era innamorata era in realtà il professore, ma sterza violentemente e finisce in coma; alla zecca Arturo riesce a far evadere 16 ostaggi i quali feriscono a morte Oslo, uno dei rapinatori; la polizia tenta di irrompere nella zecca ma i rapinatori richiudono l'entrata da cui erano fuggiti gli ostaggi e il professore il giorno dopo cancella i vocali mandati da Angel a Raquel la notte dell'incidente rimettendo la sua identità al sicuro.

### Stagione 2
La polizia è condotta nel luogo in cui i rapinatori avevano pianificato l'assalto per 5 mesi e il professore prima di dare inizio alla rapina aveva lasciato una serie di impronte per far perdere tempo alla polizia, e la Murillo si accorge che quelle prove non avevano alcun senso; i ladri, avendo perso ogni contatto con il professore litigano e Tokyo arriva a giocare alla roulette russa con Berlino, che la punisce consegnandola alla polizia. Rio, infuriato perché Berlino aveva consegnato la sua ragazza Tokyo alla polizia, spiffera il piano agli ostaggi per vendetta e viene fatto anche lui ostaggio; il professore riprende i contatti con i ladri dopo aver cancellato le impronte con cui Angel lo aveva scoperto e scopre l'accaduto: riesce a far liberare Tokyo che torna alla zecca causando la morte di Mosca, un altro dei rapinatori. Il professore viene scoperto dalla polizia ma Raquel per amore del professore si allea con la banda e dopo che la polizia scopre anche l'indirizzo dell'hangar del professore si dirige verso esso per catturare l'uomo; i rapinatori riescono a stampare tutti i soldi e fuggono tramite un tunnel scavato nella camera blindata della zecca per ricongiungersi al professore nell'hangar come detto nel piano; la squadra di forze speciali fa irruzione nella zecca e Berlino per salvare i compagni e coprire il tunnel si fa crivellare dalle forze speciali; i rapinatori sopravvissuti sani e salvi compreso il professore girano il mondo per due anni e mezzo con i soldi guadagnati dalla rapina.

### Stagione 3
La banda si riunisce quando Rio per colpa di Tokyo viene catturato dalla polizia che lo tortura illegalmente in un posto ignoto; questa volta il professore, con un piano che il fratello Berlino aveva pianificato in vita decide di rubare l'oro della banca di Spagna per liberare Rio e negoziare con la polizia. Dopo 2 mesi circa passati a pianificare il colpo in un convento i ladri irrompono nella banca anche questa volta agendo durante la rapina vestiti di rosso e con la maschera di Dalì. Questa volta l'ispettore incaricato di risolvere il caso è Alicia Sierra che aveva detenuto Rio che viene fatto entrare nella banca in cambio di alcuni ostaggi. Alla banda si uniscono Lisbona (nome in codice di Raquel Murillo), Stoccolma (nome in codice di Monica Gaztambide) Bogotà, Palermo, nuovo leader secondo al professore della banda, Marsiglia, e Manila; Lisbona viene catturata dalla polizia che simula la sua uccisione per convincere il professore ad arrendersi e Alicia fa sparare un colpo a Nairobi dopo averla adescata facendo appello alla sua emotività. Aveva pianificato che i rapinatori impegnati a medicare la Nairobi ferita avrebbero ignorato che le forze speciali stavano entrando con un blindato ma Tokyo e Rio capitanati da Palermo fanno esplodere il blindato.

### Stagione 4
I ladri medicano Nairobi che si risveglia dal coma; Tokyo assume il comando al posto di Palermo il quale per vendetta cerca di fuggire lasciando i ladri senza sapere come sarebbe proseguito il piano in quanto soltanto lui e il professore sapevano come portare a termine il colpo perché Palermo aveva pianificato l'assalto assieme a Berlino e il professore; dunque viene preso in ostaggio e svela a Gandía, capo della sicurezza della banca incatenato a una conduttura come liberarsi, e in seguito Palermo viene rimesso al comando ma Gandía spara in testa a Nairobi; in seguito il professore dopo aver capito che Lisbona era in realtà interrogata dalla polizia la libera e la fa rientrare nella banca con un elicottero non localizzato dalla polizia. Alicia Sierra dopo una colluttazione con la polizia si dimette e dopo aver diffamato il nome della polizia diventa ricercata; riesce a localizzare la posizione dell'hangar del professore e la quarta stagione si conclude con Alicia Sierra che tiene sotto scacco il professore.

### Stagione 5

#### Parte 1
La polizia manda un gruppo di militari capitanati dal comandante Sagàsta per fare irruzione nella banca e uccidere i ladri, con l'ordine di sparare a chiunque porti la maschera di Dalì se si fosse reso necessario; intanto Alicia Sierra ha in ostaggio il professore nel nascondiglio di quest'ultimo e cerca di estorcergli invano il piano per mezzo del quale lui e gli altri rapinatori avrebbero portato fuori l'oro dalla banca. Intanto, dopo aver placato una rivolta degli ostaggi, i rapinatori a viso aperto e senza maschera affrontano i soldati, provocando una sparatoria violenta in cui si susseguono varie esplosioni e colpi; durante lo scontro Tokyo, Gandía (che, dopo essere stato liberato dai rapinatori furiosi con lui per aver ucciso Nairobi e dopo esser sfuggito al loro tentativo di soffocarlo, si era unito ai soldati) e altri soldati perdono la vita. Improvvisamente a Sierra, in gravidanza sin dalla sua prima apparizione, si rompono le acque, e la donna riesce a partorire grazie all'aiuto del professore, da lei stessa liberato.

#### Parte 2
Dopo aver tentato invano di prendere in ostaggio il professore, Alicia si allea con quest'ultimo. Palermo scende a patti con Sagasta che finge di negoziare, quando in realtà aveva pianificato con uno dei membri sopravvissuti del gruppo di catturare i rapinatori e contattare la polizia per porre fine all'assalto. I ladri come pianificato fanno passare tutto l'oro della banca di Spagna fuso in pepite nella rete fognaria, dove si trova l'hangar del professore il quale rifonde le pepite in lingotti: l'oro è sottratto alla banca con successo. Nel colpo vediamo che è coinvolto anche il figlio di Berlino: questi aveva avuto 5 mogli, e da una dei suoi primi matrimoni era nato un figlio: Rafael. Rafael si è in realtà unito all'ultima moglie del padre, Tatiana, che aveva tradito Berlino, e i due dopo la morte di quest'ultimo, venuti a conoscenza del fatto che il professore stava attuando il piano di Berlino (in realtà suo fratello) avevano escogitato un modo per sottrarglielo. Dunque inviano una scorta travestita dalle forze speciali della polizia e riescono a fuggire con l'oro. La polizia, dopo varie vicende a sfavore della banda, capisce che sono senza via di scampo e così entra nella banca e porta a termine il loro arresto. Il professore chiede ad Alicia di rintracciare l'oro e di negoziare con Rafael e Tatiana, mentre nel frattempo per salvare i ladri va a negoziare con la polizia, trovando un accordo: il professore avrebbe restituito allo Stato dei lingotti di ottone e il furto sarebbe rimasto segreto a tutta la Spagna, dal momento che l'oro era solo un sostegno psicologico da utilizzare come riserva in caso di bancarotta della nazione, dunque non aveva alcuna utilità concreta. Quindi la polizia fa uscire i ladri nascondendoli all'interno di sacchi per cadavere, facendo credere a tutti che il professore e la sua banda abbiano fallito, fa trasportare la banda da alcuni blindati, e finge che l'oro sia stato recuperato, facendosi credere vittoriosa alla nazione, quando in realtà il professore e i ladri superstiti a insaputa di tutta la Spagna tornano alla loro vita da miliardari.

## Episodi
| Stagione         | Episodi | Distribuzione Spagna | Distribuzione Italia |
| ---------------- | ------- | -------------------- | -------------------- |
| Prima stagione   | 15      | 2017                 | 2018                 |
| Seconda stagione | 16      | 2019-2020            | 2019-2020            |
| Terza stagione   | 10      | 2021                 | 2021                 |

## Personaggi e interpreti
- Sergio Marquina / Salvador Martín / Il Professore (parti 1-5), interpretato da Álvaro Morte, doppiato da Andrea Lavagnino.
È la mente che conduce i rapinatori nel piano. Nessun precedente, nessun documento, non aggiorna la carta d'identità da quando aveva 19 anni. Ha messo in atto personalmente il colpo alla Zecca progettato dal padre, morto in una rapina. Inizierà una relazione con l'ispettrice Raquel Murillo (in seguito Lisbona).
- Silene Oliveira / Tokyo (parti 1-5), interpretata da Úrsula Corberó, doppiata da Eleonora Reti.
È la giovane voce narrante della serie. Prima di unirsi alla banda aveva fatto quindici rapine perfette con il suo primo ragazzo, René. Ha una relazione con Rio, un carattere fortissimo ed è molto impulsiva. Per questo motivo mette molte volte a rischio la riuscita del piano, come nel primo episodio della serie, quando un poliziotto colpisce Rio di striscio e lei comincia a sparare ferendo l'agente. Durante la parte 5 si scopre che il suo nome in codice deriva da quando fece un viaggio proprio a Tokyo con il suo fidanzato René, ucciso in uno scontro dopo una rapina sotto gli occhi di Tokyo stessa. Nel quinto episodio della quinta parte decide di sacrificarsi, facendosi esplodere le granate addosso, uccidendo così il crudele Gandía e i suoi compagni militari.
- Andrés de Fonollosa / Berlino (parti 1-5), interpretato da Pedro Alonso, doppiato da Alessandro Quarta.
Il professore lo inserisce al comando della rapina. È un esperto rapinatore con un marcato senso dell'onore e possiede una forte personalità che spesso gli consente di mantenere il sangue freddo nelle situazioni difficili. Ventisette rapine: gioiellerie, case d'asta e furgoni derubati. Il suo miglior colpo è stato agli Champs-Élysées di Parigi, 434 diamanti. Alla fine della parte 2, poiché si scopre essere un malato terminale, decide di sacrificarsi e di farsi uccidere dalle forze speciali, non prima di aver ordinato a Helsinki di far saltare il tunnel di fuga, permettendo così ai compagni di scappare. Riappare in vari flashback dalla parte 3 in poi, nei quali si scopre che il colpo alla Banca di Spagna è stato progettato da lui insieme a Palermo e lasciato in eredità al Professore cinque anni prima del colpo alla Banco de España. Nella parte 5 veniamo inoltre a sapere che aveva un figlio, Rafael, con il quale mise a segno vari colpi, come quello di scambiare oggetti in oro con perfette copie in ottone in un palazzo di Copenaghen, al quale parteciparono anche sua moglie Tatiana, Marsiglia e Bogotà. È il fratello maggiore del Professore.
- Aníbal Cortés / Rio (parti 1-5), interpretato da Miguel Herrán, doppiato da Mirko Cannella.
All'inizio della rapina, è il più giovane del gruppo. È un ragazzo noto come programmatore informatico, esperto di computer e di allarmi da quando aveva sei anni. Si occupa dei problemi tecnici durante la rapina. Ha una relazione con Tokyo nata durante l'addestramento a Toledo. Viene torturato dalla Polizia all'inizio della parte 3, motivo per cui la banda decide di organizzare la rapina al Banco de España.
- Daniel Ramos / Denver (parti 1-5), interpretato da Jaime Lorente, doppiato da Flavio Aquilone.
Figlio di Mosca, è il secondo più giovane, è cresciuto senza una grande istruzione, seguendo le orme del padre sulla strada del crimine. A prima impressione sembra un delinquente violento senza pensiero, ma in realtà è molto empatico e sincero, con un animo gentile e disponibile. È noto per essere stato uno spacciatore con la tendenza a venire facilmente alle mani, divenendo il re delle risse da discoteca. Avrà una relazione, che poi diventerà matrimonio, con Mónica Gaztambide (in seguito Stoccolma), uno degli ostaggi, dopo averle salvato la vita. Suscita già da subito un particolare rancore verso Arturo, uno degli ostaggi nonché direttore della Zecca, per via del suo carattere fastidioso e per Mónica. Diventa il padre adottivo del figlio di Mónica e Arturo, Cincinnati.
- Ágata Jiménez / Nairobi (parti 1-4, guest star parte 5), interpretata da Alba Flores, doppiata da Perla Liberatori.
Nota falsaria da quando aveva 13 anni e spacciatrice, ha un figlio non riconosciuto di nome Axel a cui vorrebbe donare tutto il denaro ottenuto. Possiede un carattere forte, ottimista, deciso e determinato. Durante la parte 4 chiede al professore se può donarle il suo sperma in modo da avere nuovamente un figlio, ottenendo un sì, ma durante la rapina muore uccisa. Nairobi è considerata l'anima della banda del Professore.
- Raquel Murillo / Lisbona (parti 1-5), interpretata da Itziar Ituño, doppiata da Roberta Pellini.
È l'ispettore che si occupa dei negoziati con il Professore durante la rapina alla Zecca. Da poco separata dal marito violento, comincia una relazione sentimentale con il Professore, affiancandolo nella rapina al Banco de España, con il nuovo nome in codice: Lisbona.
- Mirko Dragic / Helsinki (parti 1-5), interpretato da Darko Perić, doppiato da Luca Graziani.
È un ex militare serbo omosessuale, compagno di cella di suo cugino Oslo, con un animo gentile. Pur non essendo un medico, dalle esperienze passate sul campo di battaglia ha imparato a prendersi cura dei suoi compagni, curando ferite di arma da fuoco o infezioni. Soffre molto per la perdita di Oslo e di Nairobi, ma Palermo lo aiuta a guarire dal suo dolore.
- Mónica Gaztambide / Stoccolma (parti 1-5), interpretata da Esther Acebo, doppiata da Francesca Manicone.
Segretaria di Arturo Román di cui è anche amante. Porta in grembo suo figlio, che decide di tenere grazie alle parole di Denver che ne diventa padre adottivo. Durante la serie instaura un rapporto d'amore con Denver e poi adotta il suo nuovo soprannome, che deriva dalla sindrome di Stoccolma. Durante la parte 5, dopo la ribellione del suo ex amante e di altri ostaggi, prende di sorpresa Arturo, sparandogli e ferendolo gravemente. Dopo l'episodio prende dei farmaci per calmarsi, date le continue crisi psicotiche che subisce, ma con l'aiuto di Denver riesce a rimettersi in sesto.
- Agustín Ramos / Mosca (parti 1-2, guest star parti 3-5), interpretato da Paco Tous, doppiato da Roberto Draghetti (parti 1-4), Stefano Alessandroni (parte 5).
Faceva il minatore nelle Asturie, poi ha capito che scavando più in alto sarebbe andato più lontano. 6 pelliccerie, 3 orologerie e la Cassa di Risparmio di Avilés. Partecipa con il figlio Denver alla rapina della Zecca di Stato, dove però perde la vita durante uno scontro con le forze dell'ordine. Prima di morire chiede perdono al figlio e lo affida a Monica Gatzambide.
- Arturo Román (parti 1-5), interpretato da Enrique Arce, doppiato da Massimo De Ambrosis.
È il direttore della Zecca di Stato. È un uomo estremamente codardo e vigliacco, con tratti ossessivi e disperati, cerca spesso di manipolare altri ostaggi affinché trovino una via di fuga al suo posto. Circa 3 anni dopo la rapina alla Zecca di Spagna diventa un personaggio pubblico: decide di sfruttare la notorietà ottenuta dalla rapina per parlare nei teatri, in TV e sui social media e incoraggiare il popolo. Durante la parte 5 viene aggredito brutalmente da Denver, dopo averlo provocato, per poi essere ferito gravemente dalla sua ex amante durante un tentativo di rivolta. È il padre naturale del figlio di Mónica e Denver: Cincinnati.
- Radko Dragic / Oslo (parti 1-2, guest star parti 3-4), interpretato da Roberto García Ruiz, doppiato da Alessandro Ballico.
È uno dei rapinatori, militare serbo, il secondo straniero, cugino di Helsinki. Non parla spesso, ma dimostra di avere un grande sangue freddo come suo cugino Helsinki, insieme a cui diventa il membro più fedele a Berlino. In seguito, viene tramortito da degli ostaggi guidati da Arturo alla fine della parte 1, subendo un trauma cranico. All'inizio della parte 2, invece, viene soffocato a morte dal Helsinki, in modo da porre fine alle sue sofferenze.
- Martín Berrote / L'Ingegnere / Palermo (parti 3-5), interpretato da Rodrigo de la Serna, doppiato da Gianluca Cortesi.
Amico intimo di Berlino, di cui è segretamente innamorato e con cui ha organizzato il piano della rapina al Banco de España prima di procedere con il colpo alla Zecca. Durante il colpo alla banca di Spagna è diventato il nuovo capo del gruppo succedendo all'amato Berlino. Ha un atteggiamento particolarmente teatrale e un po' egocentrico, ma si scopre poi un uomo dotato di una grande empatia, che sa aiutare nel momento del bisogno.
- Santiago Lopez / Bogotà (parti 3-5) interpretato da Hovik Keuchkerian, doppiato da Gianluca Tusco.
Saldatore e rapinatore professionista, ha sette figli sparsi per il mondo, è un nuovo membro della banda reclutato per la rapina al Banco de España. Suscita interesse verso Nairobi, che poi curerà e bacierà; è il consulente fidato di Denver, che si sfoga continuamente con lui, parlandogli dei suoi problemi con Mónica e riusciendo a chiarirli.
- Jakov / Marsiglia (ricorrente parte 3, parti 4-5) interpretato da Luka Peroš, doppiato da sé stesso.
Membro della banda all'esterno del Banco de España, ex soldato estremamente animalista, il quale mette in contatto il Professore con i negoziatori tramite l'ausilio di vecchi cellulari senza internet e GPS.
- Julia Martinez / Manila (ricorrente parte 3, parti 4-5), interpretata da Belén Cuesta, doppiata da Gemma Donati.
È una giovane donna transessuale infiltrata della banda durante la rapina al Banco de España. È amica fin dall'infanzia di Denver, e figlioccia di Mosca. Suo padre Benjamin e Mosca erano amici fraterni. È da sempre innamorata di Denver.
- Alicia Sierra (parti 3-5) interpretata da Najwa Nimri, doppiata da Claudia Catani.
È la spietata ispettrice della Polizia che si occupa dei negoziati durante la rapina al Banco de España. Dopo essere stata cacciata e diffamata dal colonnello Tamayo, inizia indagini per conto proprio, scovando il nascondiglio del professore e legandolo con delle catene. La stessa sorte tocca anche a Marsiglia e Benjamin, ma poi, essendo la donna in avanzato stato di gravidanza, le si rompono le acque ed è costretta a liberare i tre, affinché la aiutino con il parto. Partorisce una neonata che poi chiama Victoria. Dopo, si unisce al professore.

## Produzione
La serie è stata inaugurata il 2 maggio 2017 e si è conclusa il 23 novembre dello stesso anno, con un totale di quindici capitoli. Netflix ha successivamente acquisito i diritti di distribuzione della serie, motivo per cui il suo pubblico si è diffuso in altri paesi, generalmente sotto il nome di Money Heist e con ventidue capitoli in totale, riorganizzati dall'originale. Il 18 aprile 2018, ha vinto un Premio Emmy International nella categoria "miglior dramma", fatto inedito nella storia della televisione in Spagna, questo ha permesso di rinnovare il sodalizio con la piattaforma per una terza stagione inaugurata nel 2019. Il 19 luglio dello stesso anno è stata inaugurata la terza parte con un'anteprima sulle spiagge di Malaga il giorno prima. Il 3 aprile 2020 è stata inaugurata la quarta parte. Il 31 luglio 2020, Netflix ha annunciato che la quinta parte della serie sarà l'ultima. È stata la serie di lingua non inglese più vista nella storia di Netflix.

## Colonna sonora
Il tema della sigla della serie televisiva, My Life Is Going On è cantato da Cecilia Krull. Questa versione del brano è stato distribuito solamente in download digitale. Del brano esistono alcuni remix. La versione per opera del dj turco Burak Yeter è divenuta internazionalmente la più conosciuta. Un'altra versione, per il mercato francese, è stata realizzata da Gavin Moss, mentre per quello sudafricano ne è stata realizzata una versione dal record producer Tyler ICU con la cantante Nicole Elocin nel 2020.
Un album, contenente la colonna sonora della serie, è stato poi distribuito, sempre in download digitale, nel 2017 dall'etichetta discografica Atresmúsica. Questo album contiene, oltre alla sigla cantata da Cecilia Krull, una compilation di brani musicali che appaiono nella serie.

### Tracce
1. Manu Pilas – Bella ciao
2. Cecilia Krull – My Life Is Going On
3. The Madcaps – Haunted House
4. Léo Delibes – The Flower Duet
5. Men at Work – Who Can It Be Now?
6. Gerry and the Pacemakers – You'll Never Walk Alone
7. Muse – Feeling Good
8. Belle and Sebastian – Another Sunny Day
9. Compay Segundo – Guantanamera
10. The Black Keys – Lonely Boy
11. Primal Scream – Rocks
12. The Ronettes – Be My Baby
13. Down Like Silver – Broken Coastline
14. Australian Blonde – I Want You
15. Vetusta Morla – La Deriva
16. The Prodigy – Timebomb Zone
17. Franco Battiato – Centro di gravità permanente
18. UB40 – Kingston Town
19. Hermann Düne – I Wish That I Could See You Soon
20. Cecilia Krull e Pablo Alborán – Grândola, Vila Morena
21. Umberto Tozzi – Ti amo
22. Coldplay – Fix You
23. Band of Horses – The Funeral
24. Amaral – Cuando Suba la Marea
25. Carlos Gardel – Por una cabeza

## Distribuzione
La serie originale è stata trasmessa dall'emittente televisiva spagnola Antena 3 dal 2 maggio al 23 novembre 2017 divisa in due parti: i primi nove episodi nella primavera e gli ultimi 6 in autunno. In Italia la prima parte è stata resa disponibile dal 20 dicembre 2017 su Netflix, mentre la seconda dal 6 aprile 2018. Il 19 luglio 2019 è uscita sulla piattaforma di streaming la terza parte, mentre la quarta è uscita il 3 aprile 2020. Il 28 gennaio 2020 è stato confermato che verrà prodotta una terza stagione composta da un'unica parte, le cui riprese sono iniziate il 3 agosto e terminate il 12 maggio 2021.
In origine la prima stagione, divisa in due parti, era formata da 15 episodi da 70-75 minuti ciascuno; Netflix ha successivamente ridotto la durata a 40-50 minuti, pubblicando così un totale di 22 episodi (tredici nella prima parte e nove nella seconda). Il 24 maggio 2021 è stato annunciato da Netflix che la quinta parte sarà la conclusiva della serie e sarà divisa in 2 volumi, che sono stati pubblicati rispettivamente il 3 settembre e il 3 dicembre 2021.
La serie è conosciuta anche con i titoli di: Money Heist (in inglese), La Casa de Papel (in portoghese), Къща от хартия (in bulgaro), La maison de papier (in francese), 纸钞屋 (in cinese mandarino), Papírový dům (in ceco), Papirhuset (in danese), El profesor (titolo con cui è stato distribuito in Egitto), Rahapaja (in finlandese), Haus des Geldes (in tedesco), Η τέλεια ληστεία (in greco), 紙房子 (in cantonese, A nagy pénzrablás (in ungherese), ペーパー・ハウス (in giapponese), Pinigų namai (in lituano), Fabrica de bani (in moldavo e romeno), Papirhuset (in norvegese), Dom z papieru (in polacco), Бумажный дом (in russo), Кућа од папира (in serbo), Dom z papiera (in slovacco), 紙房子 (in taiwanese); Büyük Soygun (in turco), Паперовий будинок (in ucraino), البروفيسور (in arabo); Qog'oz uy (uzbeco), Phi Vụ Triệu Đô (in vietnamita).

## Riconoscimenti parziali
- Bravo Otto
  - 2020 – Bronze - Migliore serie e film in tutto il mondo
  - 2021 – Silver - Migliore serie e film in tutto il mondo
- FesTVal of Television and Radios of Vitoria
  - 2017 – Migliore regia a Jesús Colmenar, Alejandro Bazzano, Miguel Ángel Vivas e Alex Rodrigo[8]
  - 2017 – Premio della critica - Migliore fiction[8]
- Fotogrammi d'argento
  - 2018 – Premio del pubblico per la miglior serie spagnola
  - 2019 – Miglior attore televisivo ad Álvaro Morte
  - 2019 – Silver - Migliore serie
  - 2021 – Migliore attrice in TV a Najwa Nimiri
  - 2022 – Premio del pubblico per la miglior serie spagnola[9]
- Platino Award
  - 2020 – Migliore miniserie o serie TV
  - 2020 – Migliore attrice non protagonista in una miniserie o serie TV ad Alba Flores
  - 2020 – Miglior attore in una miniserie o serie TV ad Álvaro Morte
  - 2022 – Migliore attrice non protagonista in una miniserie o serie TV a Najwa Nimri
- Premio Emmy
  - 2018 – Miglior serie drammatica
  - 2018 – Miglior regia per una serie drammatica a Jesús Colmenar
  - 2018 – Miglior attore protagonista in una serie drammatica ad Alvaro Morte
  - 2018 – Miglior attore non protagonista in una serie dramamtica a Pedro Alonso
  - 2018 – Miglior attrice non protagonista in una serie drammatica a Najwa Nimri
  - 2018 – Miglior sceneggiatura per una serie drammatica a Álex Pina, Esther Martínez Lobato, David Barrocal, Pablo Roa, Esther Morales,Fernando Sancristóbal e Javier Gómez Santander
- Premio Iris
  - 2017 – Migliore sceneggiatura ad Alex Pina, Esther Martínez Lobato, David Barrocal, Pablo Roa, Esther Morales, Fernando Sancristóbal e Javier Gómez Santander[8]
- Premio Ondas 
  - 2021 – Miglior interprete maschile di fiction nazionale
- Tvynovelas Award Colombia
  - 2018 – Serie o telenovela preferite in un canale televisivo internazionale o in una piattaforma digitale internazionale

## Influenza culturale

### Maschera di Dalí

La maschera di Dalì utilizzata dai rapinatori

L'estetica della serie è stata sviluppata dal creatore Alex Pina, il regista Jesús Colmenar e il direttore della fotografia Migue Amoedo, secondo La Vanguardia "Il trio artistico più prolifico degli ultimi anni". Abdón Alcañiz ha lavorato come direttore artistico. Salvador Dali è stato scelto per il design della maschera di Roberts per essere più riconoscibile oltre a servire come icona di riferimento culturale spagnola.

### Bella ciao
La canzone italiana antifascista Bella ciao si sente più volte durante la serie. Tokyo racconta in uno dei suoi racconti: "La vita del Professore ha girato intorno ad una sola idea: resistenza. Suo nonno, che aveva combattuto contro i fascisti in Italia, gli insegnò la canzone e ce la insegnò". Si tratta peraltro di un falso storico, in quanto il motivo divenne noto solo all'inizio degli anni cinquanta. La canzone si palesa anche in altri momenti emblematici, come quando i ladri fuggono dalla Zecca, come metafora di libertà.
Grazie alla popolarità della serie, Bella ciao, interpretata dal Professore e Berlino (due personaggi principali), sono entrati nella classifica SNEP, la classifica ufficiale francese di successi, debuttando al numero cinque nel maggio 2018. Una versione remixata della stessa canzone Bella ciao (Hugel Remix) con il Professore ha raggiunto nel mese di aprile 2018 il numero 16 su SNEP e ha raggiunto il numero due nella classifica tedesca. Altre versioni della canzone includono quelle di The Bear, arrivata al numero 45 in Francia, la versione di Sound of Legend che arriva al numero 34, e la versione di Manu Pila che arriva al numero 27. Il rapper Rémy ha portato una rivisitazione rap della canzone aggiungendo versi in francese. Questa versione ha raggiunto il numero 66 nella classifica. Il 18 maggio 2018, Maître Gims, Vitaa, Dadju, Slimane e Naestro hanno rilasciato una versione completamente rinnovata con nuove parole in francese che conservano alcuni versi in italiano. La canzone divenne popolare in Spagna negli anni Settanta con interpretazioni da parte di cantautori negli ultimi tempi del franchismo, come Adolfo Celán o Paco Revuelta.

## Merchandising
- La casa di giocattoli Funko ha realizzato varie figure dei personaggi de La casa di carta nella sua linea di action figure Funko Pop!.
- La casa di giocattoli Mego, celebre negli anni settanta per le action figure da 8" di supereroi DC Comics e Marvel Comics e delle serie televisive statunitensi, nel 2022 ha realizzato tre figure non snodabili nella sua nuova linea Minimix. Le figure realizzate comprendono i personaggi di Berlino, Tokyo e Helsinki.

## Remake e Prequel/spin-off
- Nel 2022 viene distribuito il remake La casa di carta: Corea, con Park Hae-soo nei panni di Berlino.
- Il 30 novembre 2021, a pochi giorni dalla distribuzione della seconda parte della quinta stagione de La casa di carta, i produttori della serie annunciano il prequel/spin-off Berlino, prodotto da Netflix, incentrato sul personaggio di Berlino.[16] Dopo una lunga attesa, la nuova serie debutta su Netflix il 29 dicembre 2023.[17][18]